# Tristan Hoffman
Tristan Hoffman (Groenlo, 1 de enero de 1970) es un director deportivo y exciclista neerlandés.
Pasó a profesional con el equipo TVM en 1992 y se convirtió en campeón de Holanda en ruta en su primer año. Especialista en clásicas, pasó ocho años en el equipo neerlandés con el que obtuvo la Veenendaal-Veenendaal, París-Bourges y A través de Flandes. En 2000 se convirtió en miembro del equipo  CSC. Un año después, consiguió varios top-ten en las cláscias de Flandes incluso un segundo lugar en la París-Roubaix de 2004 solo superado por Magnus Bäckstedt en el sprint.
Víctima de una caída al año siguiente en la Het Volk, concluyó su carrera deportiva y se unió al equipo de entrenamiento del  CSC. Desde 2007 fue director deportivo en el T-Mobile y actualmente en el equipo Bahrain Merida Pro Cycling Team.

## Palmarés
| 1990 - Tour de Overijssel 1991 - Teleflex Tour 1992 - Campeonato de los Países Bajos en Ruta 1993 - 1 etapa del Tour del Porvenir - 1 etapa de la Vuelta a Suiza 1994 - 1 etapa del Herald Sun Tour 1995 - 1 etapa de la Vuelta a Suecia - 1 etapa de la Vuelta a Murcia | 1996 - A través de Flandes - París-Bourges 1998 - 2.º en el Campeonato de los Países Bajos en Ruta 1999 - Veenendaal-Veenendaal - Clásica de Sabiñánigo - 1 etapa de los Tres Días de Flandes Occidental 2000 - A través de Flandes |

## Resultados

### Grandes Vueltas y Campeonatos del Mundo
| Carrera         | 1992 | 1993  | 1994 | 1995  | 1996 | 1997  | 1998 | 1999 | 2000  | 2001 | 2002 | 2003 | 2004 | 2005 |
| --------------- | ---- | ----- | ---- | ----- | ---- | ----- | ---- | ---- | ----- | ---- | ---- | ---- | ---- | ---- |
| Giro de Italia  | -    | -     | -    | -     | -    | -     | Ab.  | -    | -     | -    | -    | -    | -    | -    |
| Tour de Francia | -    | -     | -    | Ab.   | -    | 128.º | -    | -    | 117.º | -    | -    | -    | -    | -    |
| Vuelta a España | -    | 103.º | Ab.  | 116.º | 78.º | Ab.   | 95.º | -    | -     | -    | -    | -    | -    | -    |
| Mundial en Ruta | -    | -     | -    | -     | Ab.  | Ab.   | 53.º | Ab.  | Ab.   | -    | -    | -    | -    | -    |

### Clásicas, Campeonatos y JJ. OO.
| Carrera                | Carrera                | 1991 | 1992  | 1993          | 1994          | 1995          | 1996  | 1997          | 1998          | 1999          | 2000 | 2001  | 2002          | 2003          | 2004          | 2005 |
| ---------------------- | ---------------------- | ---- | ----- | ------------- | ------------- | ------------- | ----- | ------------- | ------------- | ------------- | ---- | ----- | ------------- | ------------- | ------------- | ---- |
| Omloop Het Nieuwsblad  | Omloop Het Nieuwsblad  | —    | —     | 73.º          | 88.º          | 15.º          | 12.º  | 8.º           | 73.º          | 12.º          | 7.º  | Ab,   | 64.º          | 49.º          | —             | Ab,  |
| Kuurne-Bruselas-Kuurne | Kuurne-Bruselas-Kuurne | —    | —     | —             | 39.º          | 20.º          | —     | —             | 9.º           | 5.º           | 6.º  | 17.º  | 8.º           | —             | 84.º          | Ab,  |
|                        | Milan San Remo         | —    | —     | —             | —             | —             | 110.º | 96.º          | —             | 90.º          | 79.º | 114.º | —             | —             | —             | —    |
| A través de Flandes    | A través de Flandes    | —    | —     | —             | 7.º           | 6.º           | 1.º   | 34.º          | 18.º          | 11.º          | 1.º  | 5.º   | 48.º          | 56.º          | 82.º          | —    |
| E3 Harelbeke           | E3 Harelbeke           | —    | —     | —             | 9.º           | 5.º           | 7.º   | 52.º          | 6.º           | 9.º           | 71.º | 5.º   | 36.º          | 14.º          | 31.º          | —    |
| Gante-Wevelgem         | Gante-Wevelgem         | —    | 116.º | 17.º          | 94.º          | 76.º          | 28.º  | 62.º          | —             | 3.º           | 4.º  | —     | 9.º           | —             | 16.º          | —    |
|                        | Tour de Flandes        | —    | —     | —             | 23.º          | 47.º          | 67.º  | 34.º          | —             | 8.º           | 5.º  | Ab,   | 27.º          | 71.º          | 40.º          | —    |
| Scheldeprijs           | Scheldeprijs           | —    | —     | 42.º          | 78.º          | —             | 81.º  | 116.º         | —             | 3.º           | —    | —     | 24.º          | 94.º          | 69.º          | —    |
|                        | París-Roubaix          | —    | —     | —             | —             | 33.º          | 12.º  | —             | 19.º          | 17.º          | 4.º  | Ab,   | 4.º           | 21.º          | 2.º           | —    |
| Flecha Brabanzona      | Flecha Brabanzona      | —    | —     | 52.º          | 19.º          | —             | —     | —             | —             | —             | —    | —     | —             | —             | —             | —    |
| Amstel Gold Race       | Amstel Gold Race       | —    | —     | —             | —             | —             | —     | 20.º          | 65.º          | 82.º          | 84.º | Ab,   | 39.º          | 97.º          | —             | —    |
| EuroEyes Classics      | EuroEyes Classics      | —    | —     | —             | —             | —             | —     | —             | 90.º          | 64.º          | 25.º | 86.º  | 57.º          | 57.º          | 92.º          | —    |
| Clásica San Sebastián  | Clásica San Sebastián  | —    | 100.º | 150.º         | 113.º         | —             | 153.º | —             | —             | —             | —    | —     | —             | —             | —             | —    |
| París-Tours            | París-Tours            | —    | 96.º  | 77.º          | —             | 45.º          | 4.º   | —             | —             | 96.º          | Ab,  | 96.º  | 14.º          | 36.º          | 71.º          | —    |
|                        | Giro de Lombardía      | —    | —     | —             | —             | —             | —     | —             | —             | —             | —    | —     | —             | Ab,           | —             | —    |
| JJ. OO. (Ruta)         | JJ. OO. (Ruta)         |      | —     | No se disputó | No se disputó | No se disputó | 108.º | No se disputó | No se disputó | No se disputó | 80.º | —     | No se disputó | No se disputó | No se disputó | —    |
| Mundial en Ruta        | Mundial en Ruta        | —    | —     | —             | —             | —             | Ab,   | Ab,           | 53.º          | Ab,           | Ab,  | —     | —             | —             | —             | —    |
| Países Bajos en Ruta   | Países Bajos en Ruta   | —    | 1.º   | —             | —             | —             | —     | 7.º           | 2.º           | —             | 12.º | 32.º  | 6.º           | 23.º          | 19.º          | —    |

-: no participa

Ab.: abandono